# Przylądek Biały (Mauretania)
Przylądek Biały (arab. راس نواذيبو, Ras Nawazibu, fr. Cap Blanc, hiszp. Cabo Blanco, po arab. także Ras al-Abjad = „Przylądek Biały”) – wąski skrawek lądu w Afryce Zachodniej, otoczony z trzech stron wodami Oceanu Atlantyckiego, położony na granicy między Mauretanią a Saharą Zachodnią. Biegnąca wzdłuż około 60 kilometrowego cypla granica dzieli przylądek na dwie mniej więcej równe części – zachodnią i wschodnią. We wschodniej części, należącej do Mauretanii, położone jest miasto Nawazibu. Po stronie Sahary Zachodniej zlokalizowane jest miasto Al-Kuwira.

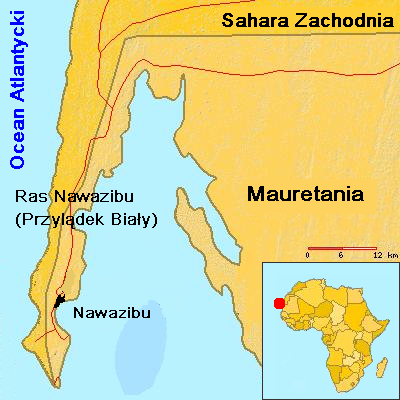
Przylądek Biały

Półwysep jest w większości piaszczysty, pokryty wydmami. Wzdłuż półwyspu przebiega trasa kolei mauretańskiej ze stacją rozładunkową w porcie na południe od Nawazibu oraz stacją pasażerską w samym mieście. Przez cypel prowadzi też asfaltowa droga dojazdowa z Nawazibu, która rozwidla się u nasady półwyspu, kierując się na południe do Nawakszutu i na północ do pasa ziemi niczyjej na przejściu granicznym z Saharą Zachodnią. U wschodnich wybrzeży półwyspu na północ od Nawazibu znajduje się też największe na świecie cmentarzysko statków.
Na przylądku znajduje się latarnia morska Ras Nawazibu.